# Perham (Maine)
Perham ist eine Town im Aroostook County des Bundesstaates Maine in den Vereinigten Staaten. Im Jahr 2020 lebten dort 371 Einwohner in 193 Haushalten auf einer Fläche von 94,9 km².

## Geografie
Nach den Angaben des United States Census Bureaus hat Perham eine Fläche von 94,9 km², wovon 94,6 km² aus Land und 0,3 km² aus Gewässern bestehen.

### Geografische Lage
Perham liegt im Nordosten des Aroostook Countys. Auf dem Gebiet der Town liegt der Salmon Brook Lake. Der See und das anliegende Marschland sind ein Naturschutzgebiet. Im Norden grenzt der Mud Lake an Perham. Mehrere kleinere Flüsse fließen in südlicher Richtung durch Perham. Die Oberfläche ist eher eben, ohne größere Erhebungen.

### Nachbargemeinden
Alle Entfernungen sind als Luftlinien zwischen den offiziellen Koordinaten der Orte aus der Volkszählung 2010 angegeben.
- Norden: Westmanland, 4,9 km
- Nordosten: New Sweden, 11,7 km
- Osten: Woodland, 10,7 km
- Südosten: Washburn, 12,5 km
- Süden: Wade, 5,4 km

Im Westen Perhams liegen Gebiete, die nicht zur Besiedlung vorgesehen sind und keiner Verwaltung unterstehen. Sie sind allerdings zur späteren Verwendung oder für Großprojekte (z. B. dem Verlegen von Hochspannungstrassen von Elektrizitätswerken) in systematische Parzellen unterteilt.

### Stadtgliederung
Im Norden von Perham liegt die Ansiedlung Hanford (auch Hanford Siding), zentral liegt Spaulding (auch Spaulding Siding) und im Süden Perham.

### Klima
Die mittlere Durchschnittstemperatur in Perham liegt zwischen −11,7 °C (11° Fahrenheit) im Januar und 18,3 °C (65° Fahrenheit) im Juli. Damit ist der Ort gegenüber dem langjährigen Mittel der USA um etwa 10 Grad kühler. Die Schneefälle zwischen Oktober und Mai liegen mit über fünfeinhalb Metern knapp doppelt so hoch wie die mittlere Schneehöhe in den USA, die tägliche Sonnenscheindauer liegt am unteren Rand des Wertespektrums der USA.

## Geschichte

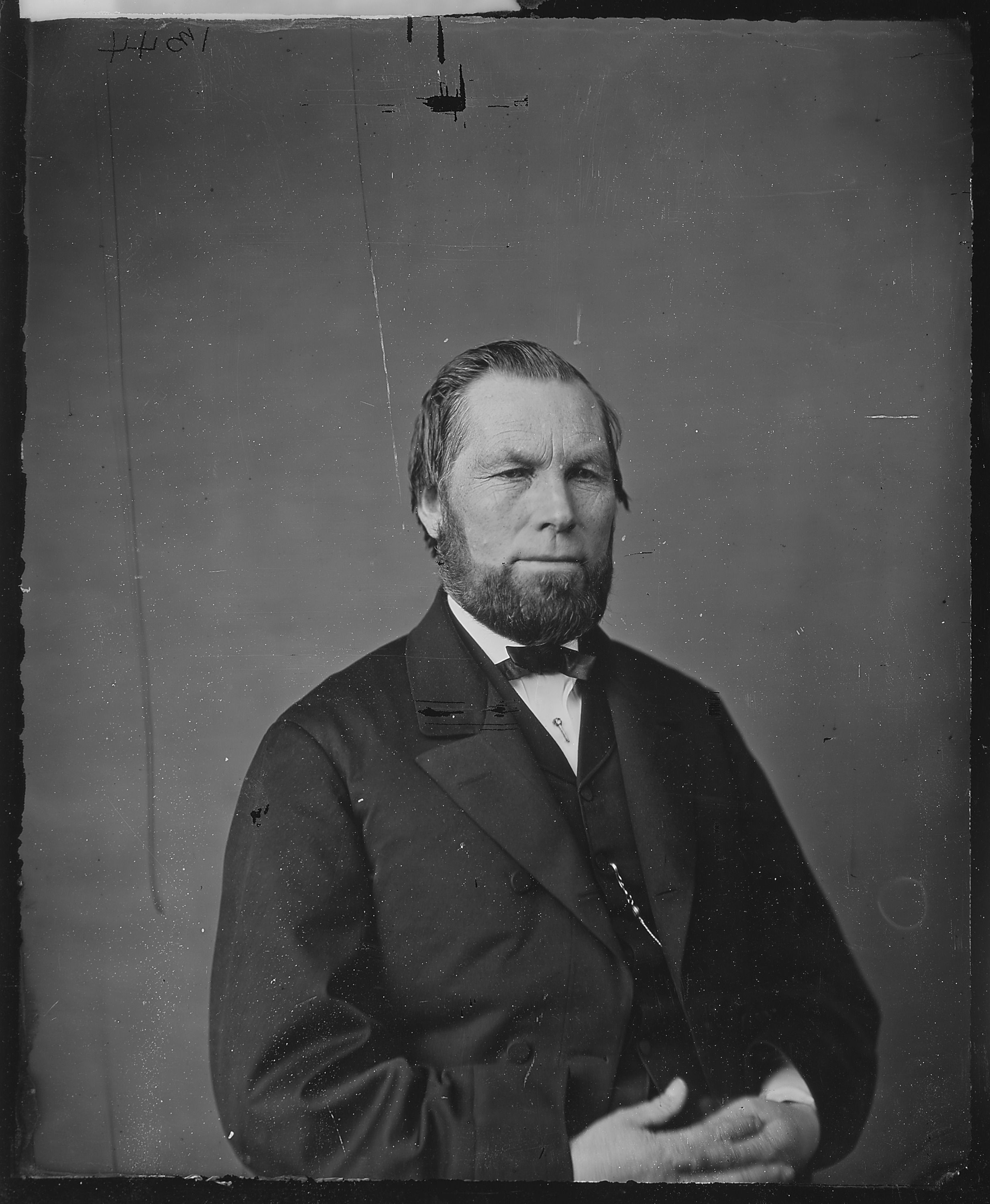
Sidney Perham, nach dem der Ort benannt ist

Perham wurde 1856 besiedelt. Zu den ersten Siedlern gehörten die Familien McIntire, Blacksmith und Reverend Morse. Zuvor gab es nur Holzfällercamps des Holzfällers John Goddard. Später siedelten sich, kommend über Woodland schwedische Familien in diesem Gebiet an. Offiziell organisiert wurde Perham 1867 zunächst als Plantation. Die ursprüngliche Bezeichnung für dieses Gebiet war Township No. 14, Fourth Range West of the Easterly Line of the State (T14 R4 WELS). Als town wurde der Ort 1897 anerkannt. Die Stadt ist nach dem Gouverneur Sidney Perham benannt. Holzfällerei und Landwirtschaft haben den Ort geprägt. In Perham gab es diverse Mühlen, auch wurde Ahornsirup und Zucker produziert. Der Ort lag früher an einer Trasse der Bangor and Aroostook Railroad, das ehemalige Gleisbett wird jetzt als Wanderweg (Bangor and Aroostook Trail) genutzt.

### Einwohnerentwicklung
| Volkszählungsergebnisse – Town of Perham, Maine | Volkszählungsergebnisse – Town of Perham, Maine | Volkszählungsergebnisse – Town of Perham, Maine | Volkszählungsergebnisse – Town of Perham, Maine | Volkszählungsergebnisse – Town of Perham, Maine | Volkszählungsergebnisse – Town of Perham, Maine | Volkszählungsergebnisse – Town of Perham, Maine | Volkszählungsergebnisse – Town of Perham, Maine | Volkszählungsergebnisse – Town of Perham, Maine | Volkszählungsergebnisse – Town of Perham, Maine | Volkszählungsergebnisse – Town of Perham, Maine |
| Jahr                                            | 1800                                            | 1810                                            | 1820                                            | 1830                                            | 1840                                            | 1850                                            | 1860                                            | 1870                                            | 1880                                            | 1890                                            |
| ----------------------------------------------- | ----------------------------------------------- | ----------------------------------------------- | ----------------------------------------------- | ----------------------------------------------- | ----------------------------------------------- | ----------------------------------------------- | ----------------------------------------------- | ----------------------------------------------- | ----------------------------------------------- | ----------------------------------------------- |
| Einwohner                                       |                                                 |                                                 |                                                 |                                                 |                                                 |                                                 |                                                 | 79                                              | 346                                             | 438                                             |
| Jahr                                            | 1900                                            | 1910                                            | 1920                                            | 1930                                            | 1940                                            | 1950                                            | 1960                                            | 1970                                            | 1980                                            | 1990                                            |
| Einwohner                                       | 580                                             | 785                                             | 659                                             | 691                                             | 680                                             | 572                                             | 512                                             | 436                                             | 437                                             | 395                                             |
| Jahr                                            | 2000                                            | 2010                                            | 2020                                            | 2030                                            | 2040                                            | 2050                                            | 2060                                            | 2070                                            | 2080                                            | 2090                                            |
| Einwohner                                       | 434                                             | 386                                             | 371                                             |                                                 |                                                 |                                                 |                                                 |                                                 |                                                 |                                                 |

## Wirtschaft und Infrastruktur

### Verkehr
Die Maine State Route 218 verläuft aus Süden kommend in zunächst in nördlicher Richtung durch die Town, verlässt sie in Höhe des Zentrums in östliche Richtung und mündet in Caribou auf dem U.S. Highway 1.

### Öffentliche Einrichtungen
Es gbit in Perham keine öffentliche Bücherei. Die nächstgelegene befindet sich in Caribou.
Das nächstgelegene Krankenhaus für die Bewohner von Perham befindet sich in Caribou.

### Bildung
Perham gehört mit Wade und Washburn zur MSAD 45.
Den Schulkindern stehen im Schulbezirk folgende Schulen zur Verfügung:
- David J Lyon Washburn District Elementary School in Washburn
- Washburn District High School

## Persönlichkeiten

### Söhne und Töchter der Stadt
- Clifford McIntire (1908–1974), Politiker